# Euromissile Roland

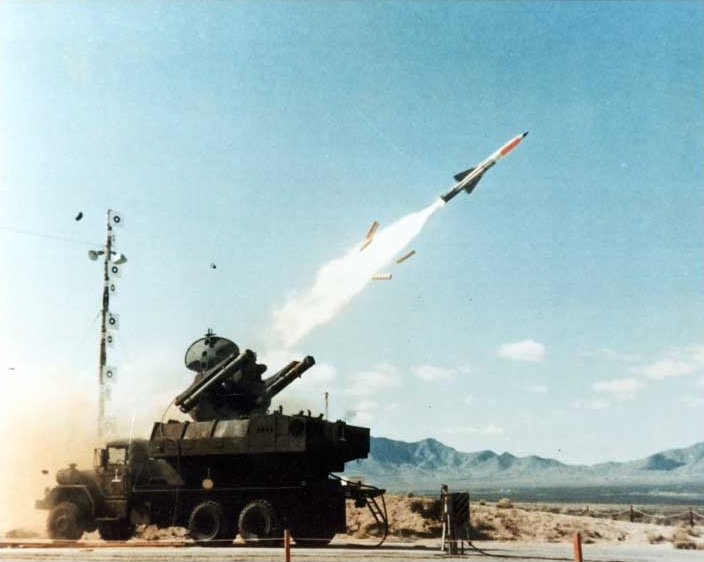
Lanzamiento de un misil Roland

El Roland es un misil superficie-aire de corto alcance desarrollado por la división de misiles de las compañías francesas Aérospatiale y Matra (actualmente parte de MBDA/EADS). Se trata de un arma de comando semiautomático o automático (SACLOS/CLOS) por guía electroóptica o radar, capaz de abatir blancos que vuelen a mach 1.5 o inferior a distancias de entre 500 m y 8 km y altitudes de entre 10 y 6.000 m. 
La primera versión fue el Roland I, que entró en servicio con el Ejército Francés en 1977. Después se han desarrollado las versiones II (1981), III (1988) y Roland NDV con el misil Roland VT.1 (2003).
El misil y su sistema de puntería suele ir montado sobre vehículos blindados o semiblindados, aunque existe una versión estática. Aparte de la detección y adquisición de blanco, no requiere ningún preparativo previo al lanzamiento y por ello puede ser emplazado o desemplazado en menos de 3 minutos.
Se concedió una licencia para producirlo en los Estados Unidos, pero el programa fue cancelado en 1981. En todo el mundo se han vendido unos 650 sistemas lanzadores con más de 25 000 misiles. Recibió su bautismo de fuego en el bando argentino durante la guerra de las Malvinas, derribando un Sea Harrier y reclamando un impacto en una bomba lanzada por un Sea Harrier desde gran altura.

## Portadores
El sistema Roland se ha instalado sobre varias plataformas, entre ellas:
sobre orugas
- AMX 30
- Marder

sobre ruedas
- ACMAT 6x6
- MAN 6x6, 8x8

## Características
| Tiempo de reacción:                              | hasta 10 s para el primer disparo, de 2 a 6 s para los siguientes |
| Probabilidad media de impacto al primer disparo: | 80% |
| Radar (en el lanzador):                          | |
| Tipo de radar:                                   | radar de búsqueda de pulso Doppler Siemens/Thomson-CSF en banda D + radar de blocaje monopulso Doppler Thomson-CSF en banda J. Son radares tridimensionales del tipo "busca mientras bloquea" |
| Alcance:                                         | 25 km en búsqueda, 20 km en blocaje. Eficacia desconocida contra aviones furtivos |
| Electroóptica:                                   | |
| Alcance:                                         | 20 km para aviones, 10 km para helicópteros y aviones furtivos |
| Elevación:                                       | -10 a +80° |
| Azimut:                                          | -10 a +10° |
| Canal térmico:                                   | 8 a 12 micras, con 4 detectores IRCCd |
| Telémetro láser:                                 | 1'54 micras, pulsos de 12'5 Hz |
| Guía por televisión:                             | CCd TV de 768 × 768 puntos |
| Vehículos de apoyo:                              | innecesarios |

## Operadores

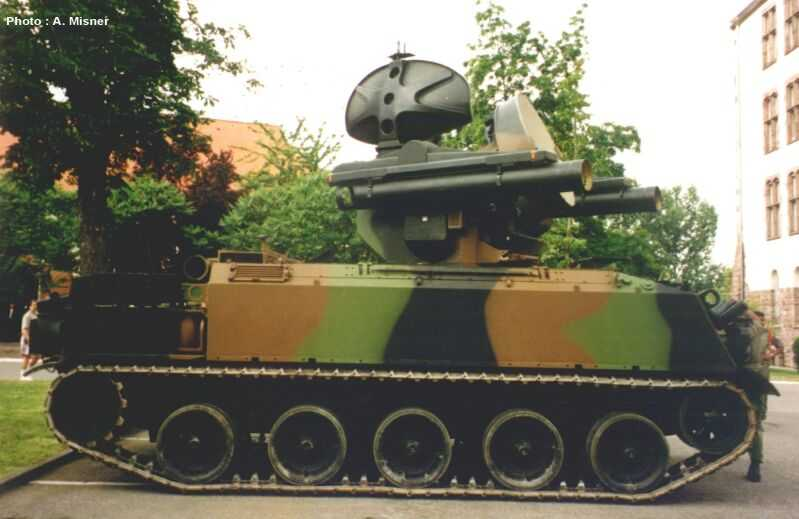
Sistema antiaéreo AMX-30 Roland.

Alemania
Retirado, reemplazado por el LFK NG.
 Argentina
- Ejército argentino y Fuerza Aérea Argentina. Utilizados en la guerra de las Malvinas. Los sistemas se retiraron en el año 2015 y se reemplazaron con los modernos RBS-70 NG en el año 2022.[1]

 Brasil
 Catar
 Chile
 Eslovenia
 España
- Ejército de Tierra de España. Montado en vehículos AMX-30 Roland, es un sistema antiaéreo basado en el chasis del carro de combate AMX-30 equipado con lanzaderas de misiles Roland. El Ejército de Tierra cuenta con 18 vehículos AMX-30 Roland, parte de ellos de la versión todotiempo, en la que el seguimiento se efectúa mediante radar, y el resto de la versión tiempo claro, más barata pero también más limitada, en la que se realiza mediante un equipo electroóptico.

Con la retirada de la barcaza AMX-30 a finales de los 90 se montaron sobre chasis oruga M-113. Finalmente en 2015 el sistema ha sido dado de baja del Ejército de Tierra
 Estados Unidos
 Francia
 Irak
 Nigeria
 Venezuela
En reserva, reemplazado por los sistemas S-125 Neva/Pechora

## Operaciones en la Guerra de Malvinas
01/05/1982:
- Son derribados por artillería antiaérea del Ejército Argentino dos aviones enemigos, uno de ellos con misil ROLAND a las 07:40 horas, el otro con cañón OERLIKON de 35 mm a las 08:25 horas.
  - (Fuente Argentina: Informe Oficial del Ejército Argentino, Capítulo V, Sección I, punto 5.001 “b”)[4]

25/05/1982:
- Son derribados dos Harriers GR3 a las 10:35 horas, uno con misil ROLAND y otro con cañón de 35 mm. Se observa una eyección.
  - (Fuente Argentina: El accionar de la Fuerza Aérea en Malvinas. Informe Oficial. Tomo VI, volumen I. Pág. 403)[5]

01/06/1982:
- El Sea Harrier matrícula XZ456 del escuadrón 801 basado en el HMS Invincible fue derribado al sur de Puerto Argentino por un misil Roland. Flt Lt Mortimer RAF se eyectó y luego fue rescatado del mar.
  - (Fuente Británica: Listado de Producción de Sea Harriers)[6][7]

Hablando sobre el derribo del Harrier XZ 450 piloteado por el teniente Nick Taylor, por fuego de cañones de 35 mm el 4 de mayo, el gobernador militar de las Islas Malvinas, general de brigada Mario Benjamín Menéndez diría:

En esa oportunidad los ingleses efectivamente reconocieron el derribo rápidamente y, en cambio, aquellos dos aviones que derribamos el primer día y que cayeron al mar no fueron reconocidos hasta al cabo de un tiempo, pero dijeron que probablemente se habían perdido y no habían podido regresar al portaaviones por las malas condiciones del tiempo.

El comandante del Escuadrón 801 teniente comandante Nigel Ward daría, a su vez, versiones contradictorias sobre la pérdida de los aviones matrículas XZ452 y 453, que según la versión británica se perdieron el 6 de mayo. El primeramente diría que estaba sentado en el asiento de su avión cuando se enteró de las malas noticias:

Yo estaba en la cubierta de mi aeronave cuando me enteré de la noticia y me inventé una canción inmediatamente, en mi pad de rodilla, pensando en los chicos de la sala de control iban a estar muy molesto. Volví y les dije: «Escuchen muchachos, sé que es triste, pero ¿Cómo suena esto?»

Años más tarde diría que estaba dormido cuando se enteró de las pérdidas:

Yo estaba en mi cabina, dormido después de terminar mi temporada en alerta por la noche, cuando sonó el teléfono. Fue Morts. Él estaba en la sala de controles. «Jefe, es mejor que usted llegue hasta aquí … tenemos dos aeronaves demoradas. Yo no quería creer lo que oía. ¿Cuánto tiempo?»

### Armas similares
- LFK NG

### Listas relacionadas
- Anexo:Materiales del Ejército de Tierra de España